# Глазунов Петро Олексійович

Петро Олексійович Глазунов (нар. 20 лютого 1920 — 8 березня 1992) —  радянський військовий льотчик, Герой Радянського Союзу (1945), у роки німецько-радянської війни заступник командира 955-го штурмового Ризького авіаційного полку 305-ї штурмової Червонопрапорної Павлоградської авіаційної дивізії 14-ї повітряної армії 3-го Прибалтійського фронту.

## Біографія
Народився 20 лютого 1920 року в селі Петрачки (нині Вітебського району Вітебської області, Білорусь) в селянській родині. Білорус. Після закінчення медичного технікуму працював в Вітебськом обласному архіві. 
В 1938 році призваний в Червону Армію. У 1940 році закінчив Одеську військову авіаційну школу льотчиків. 
Учасник німецько-радянської війни з березня 1943 року.
До вересня 1944 капітан Глазунов здійснив 115 бойових вильотів на розвідку і штурмові удари по вузлах опору, аеродромах, скупчень військ противника. Особисто збив у повітряних боях 2 і знищив на аеродромах 6 літаків ворога. Був представлений до звання Героя Радянського Союзу.
Указом Президії Верховної Ради СРСР від 23 лютого 1945 року за зразкове виконання завдань командування і проявлені мужність і героїзм у боях із загарбниками гвардії капітану Глазунову Петру Олексійовичу присвоєно звання Героя Радянського Союзу з врученням ордена Леніна і медалі «Золота Зірка» (№ 5013).  
Останній бойовий виліт капітан П.О.Глазунов здійснив у травні 1945 року. Всього за час війни здійснив 138 бойових вильотів на штурмовику Іл-2.  
Після війни продовжував службу у ВПС. У 1947 році закінчив Вищі льотно-тактичні курси, в 1955 році – Центральні льотно-тактичні курси удосконалення офіцерського складу. З 1975 року полковник П.О.Глазунов – в запасі. Жив у місті Харків. Помер 8 березня 1992 року.